# (100047) Leobaeck
(100047) Leobaeck es un asteroide perteneciente al cinturón de asteroides, descubierto el 2 de octubre de 1991 por Freimut Börngen y el también astrónomo Lutz Dieter Schmadel desde el Observatorio Karl Schwarzschild, en Tautenburg, Alemania.

## Designación y nombre
Designado provisionalmente como 1991 TU6. Fue nombrado Leobaeck en honor al rabino alemán, erudito y líder del Judaísmo reformista Leo Baeck.

## Características orbitales
Leobaeck está situado a una distancia media del Sol de 2,423 ua, pudiendo alejarse hasta 2,917 ua y acercarse hasta 1,929 ua. Su excentricidad es 0,203 y la inclinación orbital 1,752 grados. Emplea 1377 días en completar una órbita alrededor del Sol.

## Características físicas
La magnitud absoluta de Leobaeck es 16. Tiene 1,847 km de diámetro y su albedo se estima en 0,226.